# Danh sách mùa bóng Giải bóng đá Ngoại hạng Anh
Giải bóng đá ngoại hạng Anh là giải đấu dành cho các câu lạc bộ bóng đá chuyên nghiệp ở Anh. Giải đấu này được xếp ở vị trí cao nhất trong Hệ thống giải đấu bóng đá Anh. Khởi đầu từ mùa giải 1992-93, giải ngoại hạng Anh được xem như một trong những giải đấu hàng đầu thế giới. Tính đến năm 2024, 32 mùa bóng đã được tổ chức,tuy vậy chỉ có năm câu lạc bộ đã giành được chức vô địch. Manchester United đã vô địch 13 lần, Chelsea năm lần, Arsenal ba lần, Manchester City tám lần, Blackburn Rovers, Liverpool F.C. Leicester City một lần. Đương kim vô địch hiện nay là Manchester City.

## Lịch sử

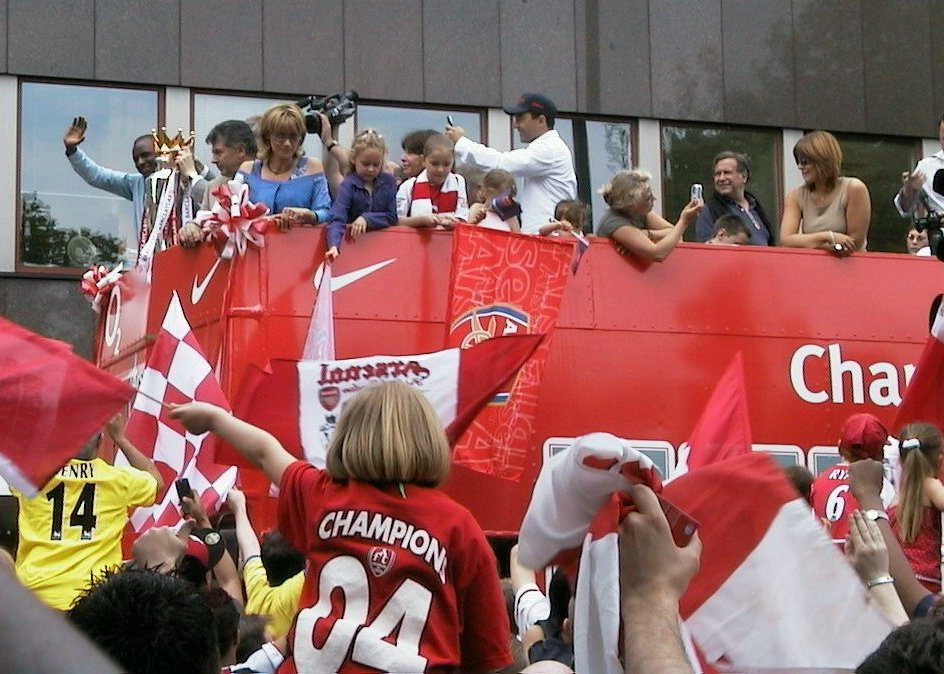
cầu thủ Arsenal diễu hành ăn mừng chức vô địch năm 2004

Sau vài năm thảo luận về tiềm năng của cái gọi là "Siêu giải đấu" được thành lập bởi các câu lạc bộ hàng đầu của bóng đá Anh, Premier League bắt đầu vào năm 1992 và Manchester United là đội đầu tiên đoạt chức vô địch ở mùa giải 1992–93, đây là chức vô địch lần đầu của câu lạc bộ sau 26 năm. Manchester United đã lặp lại chiến tích của mình ở  mùa giải kế tiếp, nhưng nỗ lưc của họ để giành danh hiệu vô địch lần thứ ba liên tiếp đã bị chặn lại ở mùa giải 1994–95 bởi Blackburn Rovers, câu lạc bộ đã giành danh hiệu đầu tiên kể từ năm  1914.
Kỉ lục về số điểm tích lũy được trong một mùa giải thuộc về câu lạc bộ Manchester City với 100 điểm sau 38 trận ở mùa giải 2017-18. Ở thế ngược lại, Derby County chỉ tích lũy được 11 điểm ở mùa giải 2007–08, phá vỡ kỉ lục 15 điểm của Sunderland. Derby County cũng giữ kỉ lục có số bàn thắng ít nhất trong một mùa giải, chỉ ghi được 20 bàn trong mùa giải 2007–08, trong khi Chelsea giữ kỉ lục là đội ghi được nhiều bàn thắng nhất, với 103 bàn trong mùa giải 2009–10.

## Các mùa giải
| Mùa       | Nhà vô địch       | Champions League                              | UEFA Cup / Europa League                                   | Xuống hạng                                                | Thăng hạng                                                | Cầu thủ                                            | Số bàn           |
| Mùa       | Nhà vô địch       | Europe                                        | Europe                                                     | Xuống hạng                                                | Thăng hạng                                                | Vua phá lưới[C3]                                   | Vua phá lưới[C3] |
| --------- | ----------------- | --------------------------------------------- | ---------------------------------------------------------- | --------------------------------------------------------- | --------------------------------------------------------- | -------------------------------------------------- | ---------------- |
| 1992–93   | Manchester United | —                                             | Aston Villa Norwich City                                   | Crystal Palace Middlesbrough Nottingham Forest            | Newcastle United West Ham United Swindon Town             | Teddy Sheringham                                   | 22               |
| 1993–94   | Manchester United | —                                             | Blackburn Rovers Newcastle United                          | Sheffield United Oldham Athletic Swindon Town             | Crystal Palace Nottingham Forest Leicester City           | Andy Cole                                          | 34               |
| 1994–95   | Blackburn Rovers  | —                                             | Manchester United Nottingham Forest Liverpool Leeds United | Crystal Palace Norwich City Leicester City Ipswich Town   | Middlesbrough Bolton Wanderers                            | Alan Shearer                                       | 34               |
| 1995–96   | Manchester United | —                                             | Newcastle United Aston Villa Arsenal                       | Manchester City Queens Park Rangers Bolton Wanderers      | Sunderland Derby County Leicester City                    | Alan Shearer                                       | 31               |
| 1996–97   | Manchester United | Newcastle United                              | Arsenal Liverpool Aston Villa                              | Sunderland Middlesbrough Nottingham Forest                | Bolton Wanderers Barnsley Crystal Palace                  | Alan Shearer                                       | 25               |
| 1997–98   | Arsenal           | Manchester United                             | Liverpool Leeds United Blackburn Rovers Aston Villa        | Bolton Wanderers Barnsley Crystal Palace                  | Nottingham Forest Middlesbrough Charlton Athletic         | Dion Dublin Michael Owen Chris Sutton              | 18               |
| 1998–99   | Manchester United | Arsenal Chelsea                               | Leeds United                                               | Charlton Athletic Blackburn Rovers Nottingham Forest      | Sunderland Bradford City Watford                          | Jimmy Floyd Hasselbaink Michael Owen Dwight Yorke  | 18               |
| 1999–2000 | Manchester United | Arsenal Leeds United                          | Liverpool                                                  | Wimbledon Sheffield Wednesday Watford                     | Charlton Athletic Manchester City Ipswich Town            | Kevin Phillips                                     | 30               |
| 2000–01   | Manchester United | Arsenal Liverpool                             | Leeds United                                               | Manchester City Coventry City Bradford City               | Fulham Blackburn Rovers Bolton Wanderers                  | Jimmy Floyd Hasselbaink                            | 23               |
| 2001–02   | Arsenal           | Liverpool Manchester United Newcastle United  | Leeds United Chelsea                                       | Ipswich Town Derby County Leicester City                  | Manchester City West Bromwich Albion Birmingham City      | Thierry Henry                                      | 24               |
| 2002–03   | Manchester United | Arsenal Newcastle United Chelsea              | Blackburn Rovers Southampton                               | West Ham United West Bromwich Albion Sunderland           | Portsmouth Leicester City Wolverhampton Wanderers         | Ruud van Nistelrooy                                | 25               |
| 2003–04   | Arsenal           | Chelsea Manchester United Liverpool           | Newcastle United                                           | Leicester City Leeds United Wolverhampton Wanderers       | Norwich City West Bromwich Albion Crystal Palace          | Thierry Henry                                      | 30               |
| 2004–05   | Chelsea           | Arsenal Manchester United Everton Liverpool‡  | Bolton Wanderers Middlesbrough                             | Crystal Palace Norwich City Southampton                   | Sunderland Wigan Athletic West Ham United                 | Thierry Henry                                      | 25               |
| 2005–06   | Chelsea           | Manchester United Liverpool Arsenal           | Tottenham Hotspur Blackburn Rovers                         | Birmingham City West Bromwich Albion Sunderland           | Reading Sheffield United Watford                          | Thierry Henry                                      | 27               |
| 2006–07   | Manchester United | Chelsea Liverpool Arsenal                     | Tottenham Hotspur Everton Bolton Wanderers                 | Sheffield United Charlton Athletic Watford                | Sunderland Birmingham City Derby County                   | Didier Drogba                                      | 20               |
| 2007–08   | Manchester United | Chelsea Arsenal Liverpool                     | Everton                                                    | Reading Birmingham City Derby County                      | West Bromwich Albion Stoke City Hull City                 | Cristiano Ronaldo                                  | 31               |
| 2008–09   | Manchester United | Liverpool Chelsea Arsenal                     | Everton Aston Villa                                        | Newcastle United Middlesbrough West Bromwich Albion       | Wolverhampton Wanderers Birmingham City Burnley           | Nicolas Anelka                                     | 19               |
| 2009–10   | Chelsea           | Manchester United Arsenal Tottenham Hotspur   | Manchester City Aston Villa                                | Burnley Hull City Portsmouth                              | Newcastle United West Bromwich Albion Blackpool           | Didier Drogba                                      | 29               |
| 2010–11   | Manchester United | Chelsea Arsenal Manchester City               | Tottenham Hotspur                                          | Birmingham City Blackpool West Ham United                 | Queens Park Rangers Norwich City Swansea City             | Dimitar Berbatov Carlos Tevez                      | 21               |
| 2011–12   | Manchester City   | Manchester United Chelsea‡ Arsenal            | Tottenham Hotspur Newcastle United                         | Bolton Wanderers Blackburn Rovers Wolverhampton Wanderers | Reading Southampton West Ham United                       | Robin van Persie                                   | 30               |
| 2012–13   | Manchester United | Manchester City Chelsea Arsenal               | Tottenham Hotspur                                          | Wigan Athletic Reading Queens Park Rangers                | Cardiff City Hull City Crystal Palace                     | Robin van Persie                                   | 26               |
| 2013–14   | Manchester City   | Liverpool Chelsea Arsenal                     | Everton Tottenham Hotspur                                  | Norwich City Fulham Cardiff City                          | Leicester City Burnley Queens Park Rangers                | Luis Suárez                                        | 31               |
| 2014–15   | Chelsea           | Manchester City Arsenal Manchester United     | Tottenham Hotspur Liverpool Southampton                    | Hull City Burnley Queens Park Rangers                     | Bournemouth Watford Norwich City                          | Sergio Agüero                                      | 26               |
| 2015–16   | Leicester City    | Arsenal Tottenham Hotspur Manchester City     | Manchester United Southampton West Ham United              | Aston Villa Norwich Newcastle United                      | Burnley Middlesbrough Hull City                           | Harry Kane                                         | 25               |
| 2016–17   | Chelsea           | Tottenham Hotspur Manchester City Liverpool   | Arsenal Manchester United Everton                          | Hull City Middlesbrough Sunderland                        | Newcastle United Brighton & Hove Albion Huddersfield Town | Harry Kane                                         | 29               |
| 2017–18   | Manchester City   | Manchester United Tottenham Hotspur Liverpool | Chelsea Arsenal Burnley                                    | Swansea City Stoke City West Bromwich Albion              | Wolverhampton Wanderers Cardiff City Fulham               | Mohamed Salah                                      | 32               |
| 2018–19   | Manchester City § | Liverpool Chelsea Tottenham Hotspur           | Arsenal Manchester United Wolverhampton Wanderers          | Cardiff City Fulham Huddersfield Town                     | Norwich City Sheffield United Aston Villa                 | Pierre-Emerick Aubameyang Sadio Mané Mohamed Salah | 22               |
| 2019–20   | Liverpool         | Manchester City Manchester United Chelsea     | Leicester City Tottenham Hotspur                           | Bournemouth Watford Norwich City                          | Leeds United West Bromwich Albion Fulham                  | Jamie Vardy                                        | 23               |
| 2020–21   | Manchester City   | Manchester United Liverpool Chelsea           | Leicester City West Ham United                             | Fulham West Bromwich Albion Sheffield United              | Norwich City Watford Brentford                            | Harry Kane                                         | 23               |
| 2021-22   | Manchester City   |                                               |                                                            |                                                           |                                                           |                                                    |                  |
| 2022-23   | Manchester City   |                                               |                                                            |                                                           |                                                           |                                                    |                  |
| 2023-24   | Manchester City   |                                               |                                                            |                                                           |                                                           |                                                    |                  |

C1. ^  gồm cả đội vô địch giải ngoại hạng Anh

C2. ^  Các đội giành quyền tham gia Champions League do đã đạt được điều kiện về vị trí của họ trong giải đấu(4 đội dẫn đầu bảng xếp hạng),không phải vì họ đã thắng các cúp nội địa như Cúp FA hay Cúp liên đoàn.

C3. ^  Chỉ các bàn thắng ghi được ở giải ngoại hạng Anh

C4. ^  Sheringham thay đổi câu lạc bộ không lâu sau khi mùa giải bắt đầu. Anh ghi 1 bàn cho Nottingham Forest và 21 bàn cho Tottenham Hotspur.